# Loch Aline
Pour les articles homonymes, voir Aline.
Le loch Aline est un petit loch de mer de la péninsule de Morvern, dans le district de Lochaber, en Écosse.

## Le loch
Les principaux points d'intérêt du loch sont le château de Kinlochaline, le château d'Ardtornish et l'Ardtornish Estate. Lochaline, le principal village de la péninsule de Morvern, est situé sur la rive nord du loch, près de son ouverture sur la mer.
Le loch abrite de nombreuses espèces de poissons, d'oiseaux et de gibier.